# Hitelpénz

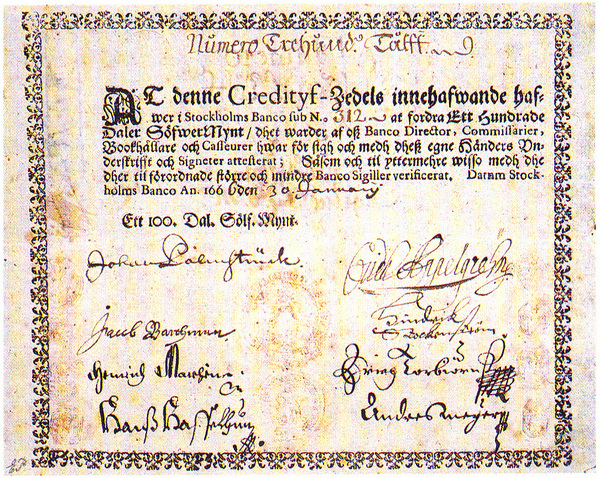
Svéd hitelpénz 1666-ból

A hitelpénz belső érték nélküli, nemesfémből készült pénzre beválthatatlan pénz, bankjegy, papírpénz vagy pénzérme, amely csereeszközként és fizetési eszközként szolgál. A hitelpénz csak akkor működhet pénzként, ha a társadalom azt közmegegyezés alapján elfogadja, alapja tehát a bizalom. A hitelpénz gyakran törvényes fizetési eszköz. A modern pénz gyakorlatilag hitelpénz.
A hitelpénznek belső értéke nincs, bár a bankjegyek előállítása is pénzbe kerül. A pénzérmék anyaga is sokkal kisebb értékű, mint az általuk képviselt érték. Amennyiben az infláció során a pénzérmék értéke a bennük lévő anyag értéke alá csökken, törvényszerűen tezauráció következik be, a gazdaság szereplői kivonják az érméket a forgalomból és azokat felhalmozzák vagy anyaguk alapján értékesítik. 
A hitelpénz ellentéte a árupénz, ami független belső értékkel is rendelkezik.
Egyes közgazdasági iskolák megkülönböztetik a belső értékkel nem bíró papírpénzt és a hitelpénzt. (Fiat money - credit money; Fiatgeld - Kreditgeld)

## Története

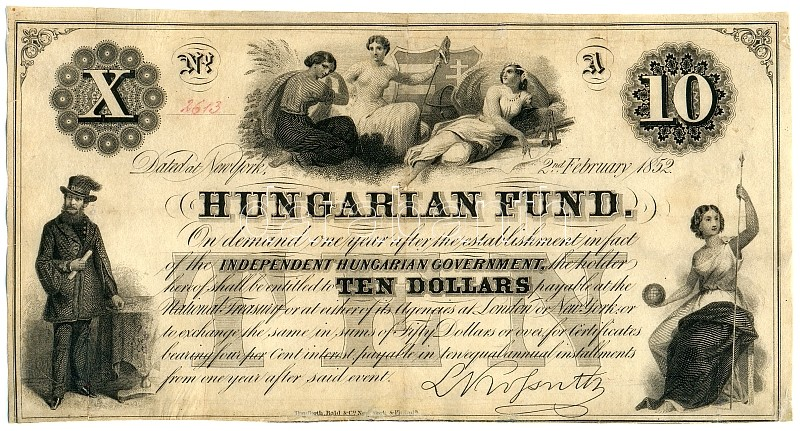
Emigrációs Kossuth-bankó 1852-ből

Államilag kibocsátott hitelpénzt először a 13. században használtak Kínában, törvényes fizetési eszközként, papírpénz formájában. Ez a kísérlet nem sokáig működött, mert a gazdasági törvényszerűségek ismeretének hiányában az állam aránytalanul sok pénzt bocsátott ki, ami a papírpénz iránti bizalom elvesztéséhez és így súlyos gazdasági zavarokhoz vezetett. A világgazdaságban a hitelpénz használata a 20. században vált általánossá, amikor az aranystandardot, a bankjegyek aranyra való átválthatóságát megszüntették; addig ugyanis a papírpénz a mögötte álló nemesfémet képviselte, és mint ilyen, elméletileg árupénz volt.
Hitelpénz és törvényes fizetési eszköz volt a francia forradalom idején alkalmazott asszignáta, valamint az 1848–49-es forradalom és szabadságharc pénzérméi és a Kossuth-bankó is.